# Кордово
Кордово — село в Курагинском районе Красноярского края, административный центр Кордовского сельсовета.

## География
Находится в центральной части района примерно на расстоянии 42 километров на северо-восток от районного центра — Курагино.

## Климат
Климат резко континентальный с холодной зимой и жарким летом, суровый, с большими годовыми и суточными амплитудами температуры. Среднегодовая температура воздуха в северо-западной части – 1,5°С. Зима суровая и продолжительная. Морозы доходит до −40°С. Лето теплое, продолжается свыше двух месяцев. Безморозный период длится 106 дней; дней с температурой 5°С и более – 129. Среднегодовая температура колеблется от 0°С до −1°С. Продолжительность безморозного периода в центре котловины от 105 дней до 97 дней. Количество осадков 320-500 мм. Максимум осадков приходится на лето. 

## История
Основано в 1908 году как крестьянская заимка с одним двором. С 1911 года являлось перевалочным пунктом на прииск Ольховский .По данным сельхозпереписи 1917 года в селе имелось 59 дворов переселенцев . В советское время работал колхоз «Спайка». В 1935 году село некоторое время было райцентром Артемовского района. 

## Население
Постоянное население составляло 1314 человек в 2002 году (94% — русские),  1042 в 2010.